# Chạy

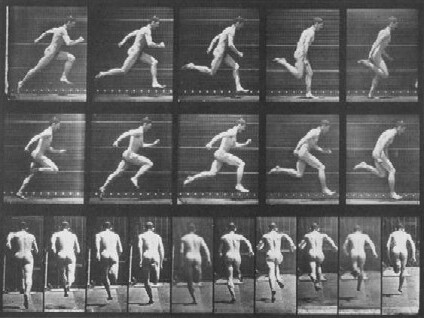
Hình chụp các bước chạy của Eadweard Muybridge

Chạy là một phương pháp vận động trên mặt đất cho phép con người và các động vật khác di chuyển nhanh chóng trên bàn chân. Chạy là một loại hình vận động đặc trưng với một giai đoạn tất cả các bàn chân đều không chạm đất (mặc dù có những trường hợp ngoại lệ). Điều này ngược lại với đi bộ, 
khi một chân luôn tiếp xúc với mặt đất, hai chân được giữ hầu như thẳng và khối tâm hướng đến chân đang bước tới trước theo một hình con lắc ngược. Một tính năng đặc trưng của một cơ thể đang chạy xét từ quan điểm của động lực học là sự thay đổi về động năng và thế năng trong một bước chạy xảy ra cùng một lúc, với việc lưu trữ năng lượng được thực hiện bằng các dây chằng đàn hồi và sự đàn hồi cơ bắp bị động. Thuật ngữ chạy có thể áp dụng cho các vận tốc khác nhau từ chạy bộ tới chạy nhanh.
Người ta cho rằng tổ tiên của loài người phát triển khả năng chạy dài khoảng 2,6 triệu năm trước, với mục đích săn bắt động vật. Thi chạy được thực hiện ở các lễ hội tôn giáo ở các khu vực khác nhau. Ghi nhận về các cuộc thi chạy cổ xưa nhất bắt nguồn từ lễ hội Tailteann ở Ireland vào năm 1829 TCN, trong khi Thế vận hội Olympic đầu tiên diễn ra tại vào năm 776 TCN. Chạy được mô tả là môn thể thao dễ tiếp cận nhất trên thế giới.